# Campton (Kentucky)
Campton es una ciudad ubicada en el condado de Wolfe en el estado estadounidense de Kentucky. En el Censo de 2010 tenía una población de 441 habitantes y una densidad poblacional de 170,1 personas por km².

## Geografía
Campton se encuentra ubicada en las coordenadas 37°44′7″N 83°32′50″O / 37.73528, -83.54722. Según la Oficina del Censo de los Estados Unidos, Campton tiene una superficie total de 2.59 km², de la cual 2.59 km² corresponden a tierra firme y (0.1%) 0 km² es agua.

## Demografía
Según el censo de 2010, había 441 personas residiendo en Campton. La densidad de población era de 170,1 hab./km². De los 441 habitantes, Campton estaba compuesto por el 98.19% blancos, el 0% eran afroamericanos, el 0.23% eran amerindios, el 0% eran asiáticos, el 0% eran isleños del Pacífico, el 0% eran de otras razas y el 1.59% pertenecían a dos o más razas. Del total de la población el 1.36% eran hispanos o latinos de cualquier raza.